# Anacroneuria tayrona
Anacroneuria tayrona és una espècie d'insecte plecòpter pertanyent a la família dels pèrlids que es troba a Sud-amèrica: Colòmbia.
El seu nom científic fa referència a la població nadiua de Sierra Nevada de Santa Marta (Colòmbia).

## Descripció
- Els adults presenten principalment un color marró groguenc clar, el cap groc, el pronot clar amb franges fosques i estretes, les ales transparents amb la nervadura marró clar o ambre i les potes clares (llevat d'una franja estreta i fosca al segment del fèmur).
- Les ales anteriors del mascle fan entre 16,5 i 18 mm de llargària.
- Ni la larva ni la femella no han estat encara descrites.[5]
- En el seu estadi immadur és aquàtic i viu a l'aigua dolça, mentre que com a adult és terrestre i volador.[2]